# Whakaawi
Whakaawi [Fakaavi] bila je maorska velika plemkinja i jedna od prvih kraljica Novoga Zelanda.

## Biografija
Whakaawi je bila žena vrlo plemenitog podrijetla. Rođena je u plemenu Ngāti Mahuta.
Ona je bila glavna supruga prvog maorskog kralja, Pōtataua Tea Wherowhera, a njegove druge žene su bile Raharaha, Waiata i Ngawaero. 
Whakaawi je rodila kralja Tāwhiaa oko 1825. godine na brdu zvanom Orongokoekoea Pā. Njezini su ga roditelji odgojili.
Moguće je da je njezina kći bila princeza Te Paea Tiaho, zvana Sofija.
Njezin je unuk bio kralj Mahuta Tāwhiao.

## Vanjske poveznice
- [neaktivna poveznica]